# Mulazzano
Mulazzano es una localidad y comune italiana de la provincia de Lodi, región de Lombardía, con 5.244 habitantes.

## Evolución demográfica
| Gráfica de evolución demográfica de Mulazzano entre 1861 y 2001 |
|                                                                 |
| Fuente ISTAT - elaboración gráfica de Wikipedia                 |